# シュードモナス属
シュードモナス属（シュードモナスぞく、Pseudomonas）とは、Pseudomonadota門ガンマプロテオバクテリア綱シュードモナス科に属する、グラム陰性好気性桿菌の属である。本来のラテン語読みであるプセウドモナスと呼ばれることもある（シュードモナスは英語発音に近い）。過去にはプソイドモナスと呼ばれていたこともあった。病院内において多剤耐性を獲得しその感染症が問題になる緑膿菌（P. aeruginosa）を含む。シュードモナス属である菌株をシュードモナス属菌（英: pseudomonad）という。現在、218の種と18の亜種が知られている。

## 特徴
この属は異化特性が非常に多様であり、このため幅広いニッチに生息している。in vitroでの培養が容易である点とゲノムDNAの増幅が可能である点により学術的研究において重要視とされており、人間に対する日和見感染や院内感染の原因菌であるP. aeruginosa、植物の病害や霜害の原因菌であり一方で生物防除用や人工降雪用として注目されているP. syringae、生物として世界で初めて特許登録された土壌微生物であり油分汚染に対するバイオレメディエーションに有用なP. putida、植物病原性を持たず植物生長を促進するP. fluorescensなどが特に研究されている。
水圏や、双子葉類といった植物の種子にも見出せるため、シュードモナス属は微生物学の歴史の初期において認識されていた。シュードモナスという言葉は、シュードモナスを発見したと主張した[ 英: Walter Migula（英語版） ]が1894年から1900年に、グラム陰性で桿状の極鞭毛を持った細菌というあいまいな定義をして生まれた（のちにWalterの発見は微粒子の見間違いであることが証明された）。

### 分類学的特徴
分子生物学的な分類手法が登場する以前の、形態学的にシュードモナス属を定義していた特徴は以下である。
- 桿菌
- グラム陰性
- 運動性を与える1本または数本の極鞭毛
- 好気性
- 胞子を形成しない
- カタラーゼテストで陽性
- オキシダーゼテストで陽性

その他のシュードモナス属一般の特徴として以下が挙げられる。グルコースを用いたヒュー・レイフソンテストにおいてガス形成はしない。血液寒天培地上でベータ溶血性を示す。インドールテストとメチルレッド、Voges–Proskauerテストに陰性であり、クエン酸テストに陽性である。

### 分布
その生息域は幅広く、土壌、淡水、海水、植物や動物(ヒト、家畜、魚介類を含む)の組織、天然の霜、雲などを含む。石油、農薬(殺菌剤)、重金属などで汚染された環境においても生育する株も存在する。P. putida IH-2000は高濃度のトルエン中においても生存できる。
様々な有機化合物を分解する能力があり、自然界における分解者であるため、地球上の炭素循環に大きく貢献していると考えられている。
シュードモナス属菌は霜や雲にも分布している。霜や雲を形成する核(凍結核)としてシュードモナス属菌は最も一般的である。一部のシュードモナス属菌が凍結核となる理由は、細胞膜中に氷核活性[ 英: ice nucleation-active ](Ina)タンパク質を産生する性質による。Inaタンパク質は比較的高い温度(-4 ℃から-2 ℃)で水の凍結を促進する。
凍結核となる性質はシュードモナス属菌の重要性の一つである。シュードモナス属菌は世界中の雨や雪の発生に最も重要であると考えられている。P. syringaeは、植物の霜害における最も大きな原因であると同定されている。Inaタンパク質は人工雪の生産に用いられている。

### 色素の産生
シュードモナス属菌の多くは蛍光色素を産生する。その多くはピオベルジン[ 英: pyoverdine（英語版） ](黄緑色の蛍光性のシデロホアであり、栄養としての鉄分が不足している条件下で分泌される。また、一部の種はピオベルジン以外のシデロホア分子を分泌する。Pseudomonas aeruginosaを含むシュードモナス属病原性菌はピオシアニン[ 英: pyocyanin（英語版） ](青緑色)を分泌する。Pseudomonas fluorescensはチオキノロバクチン[ 英: thioquinolobactin ]を分泌する。P. fluorescensグループの種は一般に緑色気味の水溶性色素を産生する。

### バイオフィルムの形成
相当数のシュードモナス属菌が存在するとき、アルギン酸といった菌体外多糖[ 英: exopolysaccharide（英語版） ]の分泌によりバイオフィルムが形成される。バイオフィルムはシュードモナス属菌にとって都合のよい生息場所となり、また、外敵や物理的ストレスから保護する。例えば、哺乳類の白血球による貪食や、(食品に繁殖したシュードモナス属菌の)調理による除去を困難にする。
日和見感染の病原菌であるP. aeruginosaによるバイオフィルムの形成は、遺伝性疾患である嚢胞性線維症（CF）患者に対するP. aeruginosa感染の原因となる。このバイオフィルムは気道内の粘液に形成され、P. aeruginosaの生息場所となる。それに加え、CF病患者のバイオフィルムに生息するP. aeruginosaは(歴史的に、全てのシュードモナス属菌は偏性好気性生物に分類されていたにもかかわらず)嫌気呼吸を行うようになる。

### 薬剤耐性
グラム陰性菌であるため、大部分のシュードモナス属は本質的にペニシリンやその他のβ-ラクタム系抗生物質に対して耐性を持つが、ピペラシリン、イミペネム、チカルシリン、またはシプロフロキサシンに対して感受性を持つ。このため、これらの抗生物質は治療に用いられるが、その他、トブラマイシン、ゲンタマイシン、アミカシンのようなアミノグリコシド系抗生物質が治療に用いられる(アミノグリコシド系抗生物質#抗緑膿菌作用のあるもの)。
P. aeruginosa(緑膿菌)は、臨床現場における日和見感染の病原体である。抗生物質に対して低感受性であるため警戒されている。この低感受性は、染色体にコードされた薬剤耐性遺伝子（例えば、 mexAB-OPRM、mexXYなど)による多剤排出ポンプ[ 英: Bacterial efflux pumps（英語版） ]、および細菌細胞のエンベロープの低透過性に起因する。多剤排出ポンプは細胞壁中の膜貫通タンパク質ポリンであり、抗生物質が効果を現す前にこれを細胞外へ排出する。
P. aeruginosaが抗生物質の低感受性と抵抗性を獲得することがある。染色体の遺伝子の突然変異および、抗生物質抵抗性の決定因子の水平伝播はその原因となり、多剤耐性の発生も引き起こす。また、体細胞超変異は、慢性の感染症を引き起こす緑膿菌株の薬剤耐性獲得の原因の一つとなる。また、インテグロン中にいくつかの異なる薬剤耐性遺伝子が集まっており、薬剤耐性決定因子の獲得につながる。複数の研究は、バイオフィルムの形成または変異体の小コロニーの出現に関連する耐性表現型が緑膿菌の抗生物質処理への応答において重要である可能性を示している。

## 病原性

### 動物に対する病原性
シュードモナス属の感染性種はP. aeruginosa(緑膿菌)やP. oryzihabitans、P. plecoglossicidaなどである。緑膿菌は非常に広大な分泌系を有しており、院内感染の原因は緑膿菌が分泌する多数のタンパク質であると考えられている。

### 植物に対する病原性
- P. syringaeは植物に対して非常に多くの疾病をもたらす病原体である。宿主植物に高度に特異的である、50種類の病原型が存在する。他のシュードモナス属菌の多く、とりわけP. syringaeの亜種は植物に対する病原体であるが、植物病原体としてP.syringaeが最も一般的であり、最もよく研究されている。
- 厳密には植物病原体ではないが、P. tolaasiiは栽培キノコにしみを生じさせる[26]。このため農業において問題視されている主要なシュードモナス菌のひとつである。
- P. agariciは、垂れた鰓のような外見の変化を栽培キノコに与える[27]。
- P. tomatoは多様な病原型を持ち、様々な植物に感染する。トマトに感染して果実を実らないようにする病原型のほか、それぞれ、キュウリ、セロリ、キンギョソウ、パッションフルーツなどに感染する病原型が存在する。

## バイオレメディエーションへの利用
一部の種は環境中の化学汚染物質を代謝することができるため、バイオレメディエーションに利用することができる。バイオレメディエーション剤として適切であると実証された種として以下が含まれている。
- P. alcaligenes。多環芳香族炭化水素を分解できる[28]。
- P. mendocina。トルエンを分解できる[29]。
- P. pseudoalcaligenes。シアン化合物を窒素源として分解できる[30]。
- P. resinovorans。カルバゾールを分解できる[31]。
- P. veronii。多様な、単純な芳香族有機化合を分解できることが示された[32][33]。
- P. putida。トルエンなどの有機溶剤を分解できる[34]。少なくとも一つの株が、水溶媒中でモルヒネを、より強力で高価な麻薬性鎮痛剤のヒドロモルフォン[ 英: hydromorphone（英語版） ](商品名:ジラウジッド)に変換できる。
- P. stutzeri KC株。消火剤である四塩化炭素を分解できる[35]。

## 生物防除への利用
1980年代半ば以降、農作物への病原菌の繁殖を防止するためシュードモナス属の特定の菌株が穀物種子または農耕地に散布されている。このような行為は一般的に生物防除と呼ばれている。P. fluorescensやP. protegens(CHA0株やPf-5株など)の生物防除特性が現在のところ最もよく理解されている。ただし、P. fluorescensがどのように植物生長促進効果を実現しているかは明確になっていない。一つの理論として、宿主植物への全身抵抗性を誘導し、宿主植物が本当の病原体に対してより強い抵抗性を示すようになり、一方でP. fluorescensが生存競争で土壌病原微生物を抑えるためと考えられている。P. fluorescensが他の微生物よりも生存競争で優勢となる理由として、鉄キレート剤であるシデロホアを利用するため鉄分の獲得競争で有利になるためや、フェナジン系の抗生物質やシアン化水素のような他の土壌微生物を抑制する化合物を生産するためと考えられている。2005年に行われた研究結果はこの理論を支持している。
生物防除特性で注目すべきその他のシュードモナス菌種として、特定の植物病原性真菌に対して働くフェナジン系の抗生物質を産生するP. chlororaphisや、その近縁種であり、グラム陽性微生物に対して働く抗生物質di-2,4-diacetylfluoroglucylmethaneを産生するP. aurantiacaがある。

## 食品の腐敗への関連
シュードモナス属の代謝多様性と、低温での生育能力と、非常に広範な分布とにより、多くのシュードモナス属菌種は食品の腐敗の一般的な原因である。代表的な例として、P. fragiによる肉類や酪農製品の腐敗、P. taetrolensやP. mudicolensによる卵からのカビの発生、P. lundensisによる牛乳、チーズ、牛肉、魚肉の腐敗が挙げられる。シュードモナスの増殖による食品の腐敗は果実のような臭気を生じさせる。

## 分類の歴史
シュードモナス属という語は19世紀末にWalter Migulaによって創られた。当時、この属名の語源は説明されなかったが、英: Bergey's Manual of Systematic Bacteriology（英語版）第7版（当時における、細菌の学名命名法および分類法の標準だった書籍）では、ギリシャ語におけるpseudes＝「偽物の」(ψευδής)と-monas＝「単一単位」(μονάς/μονάδος)の合成語であると記述されている。しかしながら、おそらくMigulaは「偽物の[ 英: Monas（英語版） ](微小な鞭毛をもつ原生生物)」を意図して名づけたと考えられている。
Migulaの定義から数十年でこの属に割り当てられた種名の数は膨大となり、問題となった。Migulaの定義はあいまいであり、一致する種が非常に多かったためである。しかし、多くの株は、種間で保存された高分子(タンパク質や核酸など)に基づく方法や新しい分類法に基づいて再分類された。例えば、リボソームRNAの配列や組成の類似性に基づいた分類法は、そのような分子生物学的手法がまだなかった当時に分類された種で構成されたシュードモナス属が、5つのいわゆるrRNAホモロジーグループ、すなわち異なる属に明確に分離できることを明確に示した。現在登録されている種の数は、当時と比べて90%以上減少している。
2000年に16S rRNA系統解析により多くの細菌種が再分類された。その結果、以前は Chryseomonas属と Flavimonas属に分類されていた株をシュードモナス属は含むことになった。シュードモナス属とされていた一部の株はBurkholderia属またはRalstonia属に分類されなおされている。
2000年には、シュードモナス属に分類されている一種のゲノムの配列決定が完了した。より最近では、P. aeruginosa PAO1 (2000)、P. putida KT2440 (2002)、P. protegens Pf-5 (2005)、P. syringae pathovar tomato DC3000 (2003)、P. syringae pathovar syringae B728a (2005)、P. syringae pathovar phaseolica 1448A (2005)、P. fluorescens Pf0-1、P. entomophila L48を含む様々なシュードモナス菌株のゲノム配列決定がなされた。

### 過去にシュードモナス属に分類されていた種
シュードモナス属は現在、ガンマプロテオバクテリア綱に分類されている。
アルファプロテオバクテリア綱
P. abikonensis(現Sphingomonas abikonensis)、P. aminovorans(現Aminobacter aminovorans)、P. azotocolligans(現Sphingomonas trueperi)、P. carboxydohydrogena(現Bradyrhizobium属)、P. carboxidovorans(現Oligotropha carboxidovorans)、P. compransoris(現Zavarzinia compransoris)、P. diminuta(現Brevundimonas diminuta)、P. echinoides(現Sphingomonas echinoides)、P. extorquens(現Methylobacterium extorquens)、P. lindneri(現Zymomonas mobilis)、P. mesophilica(現Methylobacterium mesophilicum)、P. paucimobilis(現Sphingomonas paucimobilis)、P. radiora(現Methylobacterium radiotolerans)、P. rhodos(現Methylobacterium rhodinum)、P. riboflavina(現Devosia riboflavina)、P. rosea(現Methylobacterium extorquens)、P. vesicularis(現Brevundimonas vesicularis)
ベータプロテオバクテリア綱
P. acidovorans(現Comamonas acidovorans)、P. alliicola(現Burkholderia gladioli)、P. antimicrobica(現Burkholderia gladioli)、P. avenae(現Acidovorax avenae)、P. butanovorae(現Thauera属)、P. caryophylli(現Burkholderia caryophylli)、P. cattleyae(現Acidovorax avenae)、P. cepacia(現Burkholderia cepacia)、P. cocovenenans(現Burkholderia cocovenenans)、P. delafieldii(現Acidovorax delafieldii)、P. facilis(現Acidovorax facilis)、P. flava(現Hydrogenophaga flava)、P. gladioli(現Burkholderia gladioli)、P. glathei(現Burkholderia glathei)、P. glumae(現Burkholderia glumae)、P. graminis(現Burkholderia graminis)、P. huttiensis(現Herbaspirillum huttiense)、P. indigofera(現Vogesella indigofera)、P. lanceolata(現Comamonadaceae属)、P. lemoignei(現Paucimonas lemoignei)、P. mallei(現Burkholderia mallei)、P. mephitica(現Janthinobacterium lividum)、P. mixta(現Telluria mixta)、P. palleronii(現Hydrogenophaga palleronii)、P. phenazinium(現Burkholderia phenazinium)、P. pickettii(現Ralstonia pickettii)、P. plantarii(現Burkholderia plantarii)、P. pseudoflava(現Hydrogenophaga pseudoflava)、P. pseudomallei(現Burkholderia pseudomallei)、P. pyrrocinia(現Burkholderia pyrrocinia)、P. rubrilineans(現Acidovorax avenae)、P. rubrisubalbicans(現Herbaspirillum rubrisubalbicans)、P. saccharophila(現Matsuebacter属)、P. solanacearum(現Ralstonia solanacearum)、P. spinosa(現Hydrogenophaga属)、P. syzygii(現Ralstonia syzygii)、P. taeniospiralis(現Hydrogenophaga taeniospiralis)、P. terrigena(現Comamonas terrigena)、P. testosteroni(現Comamonas testosteroni)
ガンマ-ベータプロテオバクテリア
P. beteli(現Stenotrophomonas属)、P. boreopolis(現Xanthomonas属)、P. cissicola(現Xanthomonas属)、P. geniculata(現Stenotrophomonas属)、P. hibiscicola(現Stenotrophomonas属)、P. maltophilia(現Stenotrophomonas maltophilia)、P. pictorum(現Stenotrophomonas属)
ガンマプロテオバクテリア綱
P. beijerinckii(現Chromohalobacter)、P. diminuta(現Brevundimonas diminuta)、P. doudoroffii(Aeromonas属)、P. elongata(現Microbulbifer elongatus)、P. flectens(Enterobacteriaceae属)、P. halodurans(現Halomonas halodurans)、P. halophila(現Marinobacter属)、P. iners(現Marinobacterium georgiense)、P. marina(現Halomonadaceae属)、P. nautica(現Marinobacter hydrocarbonoclasticus)、P. nigrifaciens(現Pseudoalteromonas nigrifaciens)、P. pavonacea(現Acinetobacter)、P. piscicida(現Pseudoalteromonas piscicida)、P. stanieri(現Marinobacterium stanieri)
イプシロンプロテオバクテリア綱
P. formicans(現Aeromonas caviae)

### グループ
2000年に行われた16S rRNA系統解析により、シュードモナス属136種は5つのグループに分割され、各グループに種が分類された。
P. aeruginosa グループ
- P. aeruginosa（緑膿菌）
- P. alcaligenes
- P. anguilliseptica
- P. argentinensis
- P. borbori
- P. citronellolis
- P. flavescens
- P. mendocina
- P. nitroreducens
- P. oleovorans
- P. pseudoalcaligenes
- P. resinovorans
- P. straminea

P. chlororaphis グループ
- P. agarici
- P. asplenii
- P. aurantiaca
- P. aureofaciens
- P. chlororaphis
- P. corrugata
- P. fragi
- P. lundensis
- P. taetrolens

P. fluorescens グループ
- P. antarctica
- P. azotoformans
- P. blatchfordae
- P. brassicacearum
- P. brenneri
- P. cedrina
- P. corrugata
- P. fluorescens
- P. gessardii
- P. libanensis
- P. mandelii
- P. marginalis
- P. mediterranea
- P. meridiana
- P. migulae
- P. mucidolens
- P. orientalis
- P. panacis
- P. protegens
- P. proteolytica
- P. rhodesiae
- P. synxantha
- P. thivervalensis
- P. tolaasii
- P. veronii

P. pertucinogena グループ
- P. denitrificans
- P. pertucinogena

P. putida グループ
- P. cremoricolorata
- P. entomophila
- P. fulva
- P. monteilii
- P. mosselii
- P. oryzihabitans
- P. parafulva
- P. plecoglossicida
- P. putida

P. stutzeri グループ
- P. balearica
- P. luteola
- P. stutzeri

P. syringae グループ
- P. amygdali
- P. avellanae
- P. caricapapayae
- P. cichorii
- P. coronafaciens
- P. ficuserectae
- P. helianthi
- P. meliae（センダンこぶ病菌）
- P. savastanoi
- P. syringae（ムギ類黒節病菌）
- P. tomato
- P. viridiflava

所在位置不明
- P. abietaniphila
- P. acidophila
- P. agarici
- P. alcaliphila
- P. alkanolytica
- P. amyloderamosa
- P. asplenii
- P. azotifigens
- P. cannabina
- P. coenobios
- P. congelans
- P. costantinii
- P. cruciviae
- P. delhiensis
- P. excibis
- P. extremorientalis
- P. frederiksbergensis
- P. fuscovaginae
- P. gelidicola
- P. grimontii
- P. indica
- P. jessenii
- P. jinjuensis
- P. kilonensis
- P. knackmussii
- P. koreensis
- P. lini
- P. lutea
- P. moraviensis
- P. otitidis
- P. pachastrellae
- P. palleroniana
- P. papaveris
- P. peli
- P. perolens
- P. poae
- P. pohangensis
- P. protegens
- P. psychrophila
- P. psychrotolerans
- P. rathonis
- P. reptilivora
- P. resiniphila
- P. rhizosphaerae
- P. rubescens
- P. salomonii
- P. segitis
- P. septica
- P. simiae
- P. suis
- P. thermotolerans
- P. toyotomiensis
- P. tremae
- P. trivialis
- P. turbinellae
- P. tuticorinensis
- P. umsongensis
- P. vancouverensis
- P. vranovensis
- P. xanthomarina

## シュードモナス属に感染するバクテリオファージ
シュードモナス属に感染するバクテリオファージの例として以下がある。
- 英: Pseudomonas phage Φ6（英語版）
- Pseudomonas aeruginosa phage EL [48]
- 英: Pseudomonas aeruginosa phage ΦKMV（英語版）[49]
- 英: Pseudomonas aeruginosa phage LKD16（英語版）[50]
- 英: Pseudomonas aeruginosa phage LKA1（英語版）[50]
- 英: Pseudomonas aeruginosa phage LUZ19（英語版）
- Pseudomonas aeruginosa phage ΦKZ [48]